# Kippenslang
De kippenslang (Spilotes pullatus) is een slang uit de familie toornslangachtigen en de onderfamilie Colubrinae.

## Naam en indeling
De wetenschappelijke naam van de soort werd voor het eerst voorgesteld door Carl Linnaeus in 1758. Oorspronkelijk werd de wetenschappelijke naam Coluber pullatus gebruikt.

## Uiterlijke kenmerken
Het is een middelgrote soort die een lichaamslengte van een tot twee meter kan bereiken met uitschieters tot 2,6 meter. De staartlengte bedraagt ongeveer een kwart van de totale lichaamslengte. Het lichaam is zijwaarts afgeplat en de kop is goed te onderscheiden van het lichaam door een duidelijke insnoering achter de kop. De schubben aan de bovenzijde van het lichaam zijn deels gekield, het aantal buikschubben varieert van 198 tot 241.
Deze slang heeft een zeer variabele kleur en kan geel zijn met zwarte banden of vlekken of zwart met gele strepen of zwart met gele vlekken midden op de schubben. Het dier heeft een hoge, zijdelings samengedrukte romp. De ogen hebben bruine tot zwarte pupillen en de tong is zwart van kleur.

## Leefwijze
De kippenslang is een dagactieve soort die niet alleen jaagt op vogels maar ook op muizen, hagedissen en andere soorten slangen. Een belangrijke vijand is de zwarte arendbuizerd (Buteogallus urubitinga). Als het dier bedreigd wordt, spreidt hij zijn ribben om breder en groter te lijken. Ook neemt het dier dan een S-vormige houding aan en kan stevige beten uitdelen.
De vrouwtjes zetten zeven tot tien eieren af op de bodem. Als de juvenielen uit het ei kruipen zijn ze ongeveer vijftig centimeter lang.

## Verspreiding en habitat
Deze soort komt voor in een groot deel van Midden- en Zuid-Amerika en leeft in de landen Mexico, Belize, Guatemala, El Salvador, Honduras, Nicaragua, Costa Rica, Panama, Trinidad, Tobago, Colombia, Venezuela, Brazilië, Ecuador, Peru, Argentinië, Bolivia, Guyana, Suriname, Frans-Guyana, Paraguay.
De habitat bestaat uit droge en vochtige tropische en subtropische bossen, zowel in laaglanden als bergstreken en savannes. Ook in door de mens aangepaste streken zoals landelijke tuinen en aangetaste bossen kan de slang worden gevonden. De kippenslang is aangetroffen van zeeniveau tot op een hoogte van ongeveer 1500 meter boven zeeniveau.

## Beschermingsstatus
Door de internationale natuurbeschermingsorganisatie IUCN is de beschermingsstatus 'veilig' toegewezen (Least Concern of LC).